# Massenbilanz (Glaziologie)

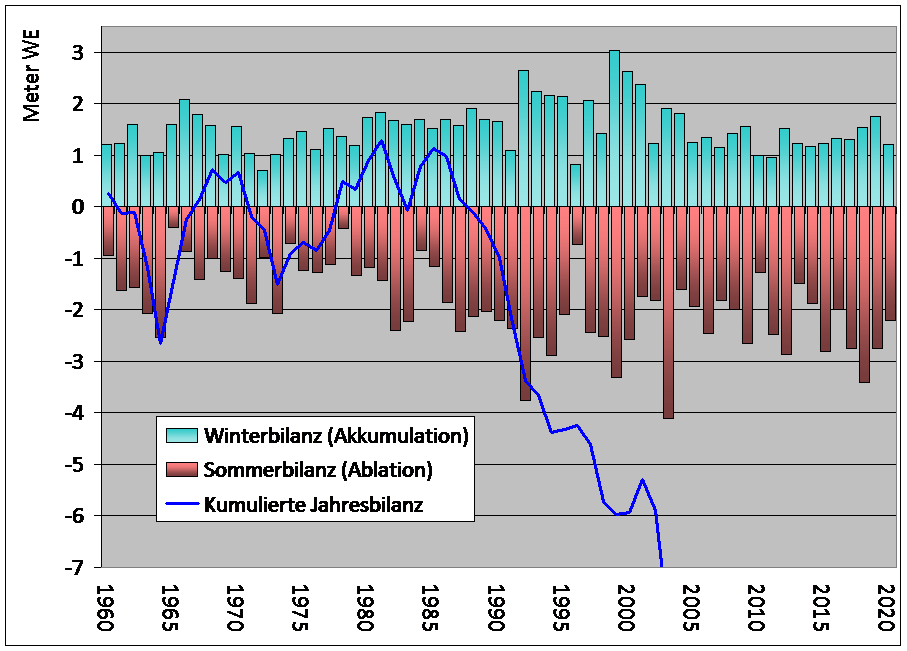
Massenbilanz des Silvrettagletschers von 1960 bis 2020. Die kumulierte Jahresbilanz kann ab 2003 im Diagramm nicht mehr dargestellt werden; der Wert für 2020 ist −23,7 Meter Wasseräquivalent

Als Massenbilanz wird in der Glaziologie die Differenz zwischen Massenzufluss (Akkumulation) und Massenverlust (Ablation) eines Eiskörpers bezeichnet. Der gesamte Massengewinn oder -verlust eines Gletschers, einer Eiskappe oder eines Eisschilds über einen hydrologischen Zyklus – in der Regel ein Jahr – wird Gesamtmassenbilanz genannt. Die spezifische Massenbilanz ist die Massenänderung eines Zeitraums bezogen auf einen Punkt des Gletschers. Meist wird die Gesamtmassenbilanz durch Integration gemessener, über die Gletscherfläche verteilter spezifischer Massenbilanzdaten ermittelt. Indem man die Gesamtmassenbilanz durch die Gletscherfläche teilt, erhält man die mittlere spezifische Massenbilanz, die einen Vergleich des Verhaltens verschiedener Gletscher ermöglicht. Diese ist die vorwiegend veröffentlichte Größe, sie wird meist in Millimetern oder Metern Wasseräquivalent pro Jahr angegeben und kann als „durchschnittliche Änderung der Eisdicke“ aufgefasst werden. Häufig wird sie auch verkürzt als Jahresmassenbilanz bezeichnet. Bei positiver Massenbilanz über mehrere Jahre stößt ein Gletscher vor, bei negativer zieht er sich zurück. Befindet sich ein Gletscher im Gleichgewicht mit dem Klima, ist seine Massenbilanz ausgeglichen.
Der Großteil der Akkumulation erfolgt durch Schneefall, beeinflusst von Windverfrachtungen und Lawinen. Der größte Massenverlust wird bei den meisten Gletschern durch Schmelzen von Schnee, Firn oder Eis an der Oberfläche verursacht. Aber auch andere Prozesse können von Bedeutung sein: bei den Eisschelfen und Gezeitengletschern spielt das Kalben eine große Rolle, steile Hängegletscher verlieren viel Masse durch abgehende Lawinen, in trockenen Gegenden ist die Sublimation verblasenen Schnees ein nicht zu vernachlässigender Faktor.
Zur Ermittlung der Massenbilanz eines Gletschers gibt es verschiedene Methoden. Die älteste und auch heute noch grundlegende Methode ist die sogenannte glaziologische Methode. Bei dieser wird die Änderung des Oberflächenniveaus an verschiedenen über den Gletscher verteilten Punkten gemessen. Daraus wird unter Abschätzung der oberflächennahen Firn- oder Eisdichte die spezifische Massenbilanz an diesem Punkt ermittelt. Die Kenntnis der Gesamtmasse eines Gletschers ist zur Bestimmung der Massenbilanz nicht erforderlich, oft ist sie auch gar nicht genau bekannt.

## Historische Entwicklung
Die ältesten bekannten Anstrengungen zur Ermittlung einer Massenbilanz begannen bereits 1874 am Rhonegletscher. Betrieben wurden die damaligen Forschungen vom sogenannten „Gletscherkollegium“, das 1869 durch den Schweizer Alpen-Club (SAC) und die Schweizerische Naturforschende Gesellschaft (SNG, heute SCNAT) initiiert worden war. Ziel der damaligen Forschungen war die historische Entwicklung des Gletschers sowie den Zusammenhang zwischen Änderungen an der Gletscheroberfläche und Gletschervorstößen zu verstehen. Die damals erhobenen Daten entsprechen nicht den heutigen Standards, vor allem weil die Dichte des Firns im Nährgebiet des Gletschers nicht bestimmt wurde. Für den Zeitraum ab 1884 bis zum Ende der damaligen Messreihe im Jahr 1909 konnte durch gewisse Annahmen und Extrapolationen die Vergleichbarkeit mit heutigen Daten hergestellt werden. Der Durchschnitt der mittleren spezifischen Massenbilanz dieses Zeitraums betrug −130 Millimeter Wasseräquivalent.

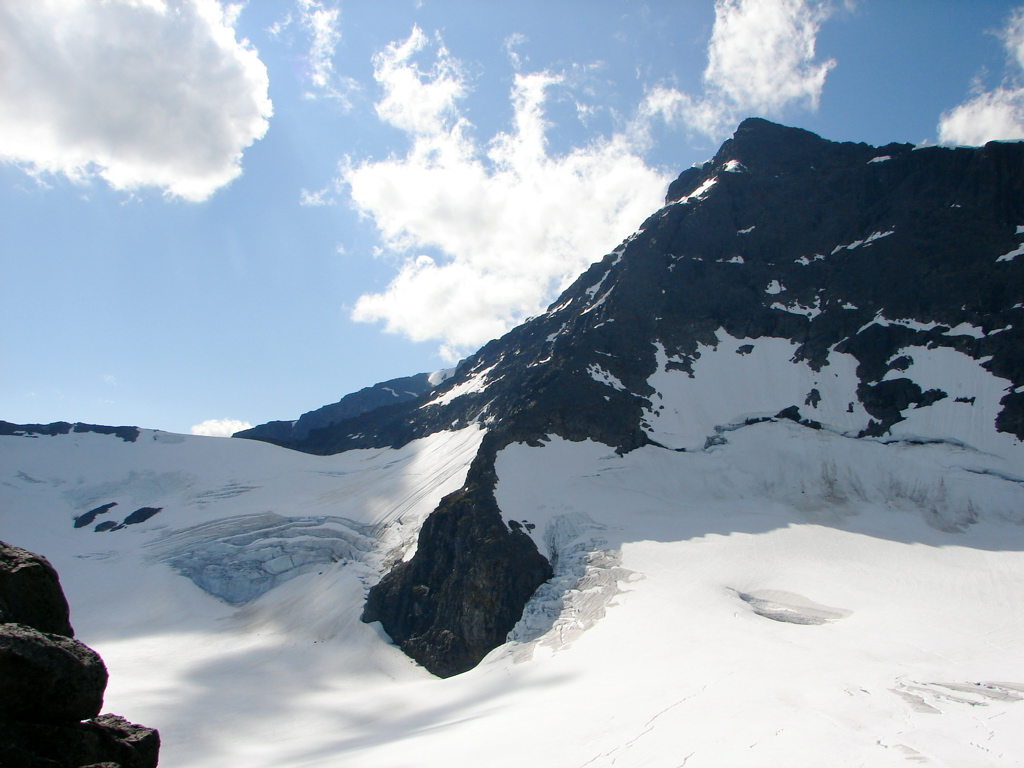
Der Storglaciären ist der Gletscher mit der längsten Messreihe zur Massenbilanz

Ununterbrochene Messungen der spezifischen Massenbilanz an zwei Stellen des Claridenfirn werden seit 1914 durchgeführt. Wegbereitende Beiträge für Massenbilanzmessungen im heutigen Sinne, die den gesamten Gletscher einbeziehen, leistete der schwedische Glaziologe Hans Ahlmann (1889–1974) in den 1920er- und 1930er-Jahren. Er führte zunächst diese Messungen jedes Jahr für einen anderen Gletscher aus, später erkannte man die Bedeutung mehrjähriger, direkt vergleichbarer Daten eines Gletschers. Für den Storglaciären im Norden Schwedens werden seit 1945 in ununterbrochener Folge Massenbilanzdaten ermittelt, die längste Folge weltweit. Später folgten der Taku-Gletscher im Südosten Alaskas, der Storbreen in Norwegen und eine wachsende Zahl der Gletscher in den Alpen.
Bald wurde erkannt, dass es nötig war, die Vorgehensweise der Massenbilanzermittlung weitgehend zu vereinheitlichen, um die Daten verschiedener Forscher vergleichen und aggregieren zu können. Ein früher Vorschlag hierzu kam 1962 von Mark Meier. Nach einiger Diskussion entstand daraus unter Federführung der International Association of Scientific Hydrology (IASH, heute IAHS) ein Konsens, dessen Kernpunkte 1969 im Journal of Glaciology veröffentlicht wurden. Diese Veröffentlichung setzte sich mit ein paar wenig später veröffentlichten Ergänzungen als De-facto-Standard durch. Zwischenzeitlich sind verschiedene Uneinheitlichkeiten in der Interpretation mancher Begriffe dieses Standards entstanden, auch bestand die Notwendigkeit die Massenbilanzermittlung der Eisschilde besser abzudecken, so dass die International Association of Cryospheric Sciences (IACS) im Jahr 2011 ein Dokument veröffentlicht hat mit dem Ziel, die Standardisierung fortzuführen.

## Grundlagen

### Beitrag der Gletscheroberfläche zur Massenbilanz
Praktischerweise spielen sich bei den meisten Gletschern die für die Massenbilanz entscheidenden Vorgänge im Bereich der für Messungen am besten zugänglichen Gletscheroberfläche ab. Die wesentlichen sind hierbei Schneefall, Lawinen, Schmelzen, Wiedergefrieren von Wasser, Sublimation und Resublimation sowie Windverfrachtungen. Ein bedeutender Faktor ist auch der Massenverlust durch das Kalben bei in Gewässern endenden Gletschern. Während bei Talgletschern der überwiegende Anteil des Massenverlustes durch Abfluss im Gerinne zustande kommt, ist zum Beispiel in Grönland das Kalben von Auslassgletschern in das Meer zu fast 50 % am Eisverlust verantwortlich.
Insbesondere bei polaren Gletschern können aber die Vorgänge im Gletscherinneren nicht gänzlich vernachlässigt werden. Während beispielsweise das Schmelzwasser im Zehrgebiet von Talgletschern praktisch ungehindert abfließen kann, geht man im Nährgebiet polarer Eisfelder davon aus, dass 60 % des Schmelzwassers wieder gefriert. Zu einer spürbaren Ablation am Gletschergrund können Vulkanismus oder geothermale Quellen führen, was beispielsweise im nördlichen Grönländischen Eisschild der Fall ist.

### Haushaltsjahr, Sommer- und Winterbilanz

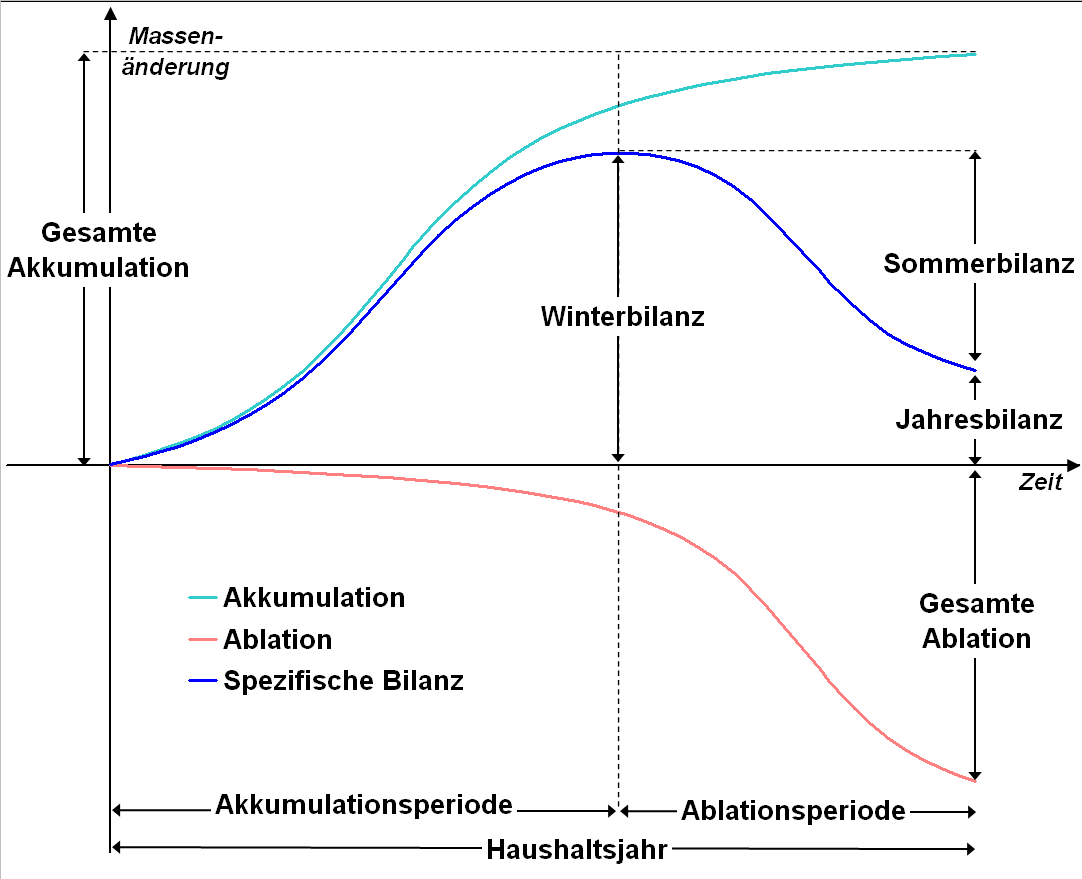
Idealisierter saisonaler Zyklus der Oberflächenbilanz an einem Punkt des Gletschers

Der Zeitraum zwischen zwei jährlichen Minima der Gletschermasse ist eine der Definitionen für das Bilanz- oder Haushaltsjahr eines Gletschers. Bei den Gletschern der mittleren Breiten beginnt das Haushaltsjahr somit im Herbst, am Ende der Ablationsperiode. Die Gletscheroberfläche zu Beginn eines Haushaltsjahres ist an manchen Stellen an der schmutzigen Zwischenschicht nachträglich rekonstruierbar. Ein zweiter besonderer Zeitpunkt liegt am Ende der Akkumulationsperiode, bei den meisten Gletschern im Frühling, wenn die Eisdicke maximal ist. Die zwischen diesen Zeitpunkten ermittelten Daten werden Winter- und Sommerbilanz genannt. Bei dieser an der Schichtfolge orientierten Definition (Stratigraphic System) sind die Haushaltsjahre aufgrund uneinheitlicher Wetterbedingungen nicht immer gleich lang, was die Vergleichbarkeit der Daten beeinträchtigt. Auch tritt das Minimum und Maximum insbesondere bei großen Gletschern nicht an allen Stellen zum selben Zeitpunkt ein.
Eine andere Definition setzt deshalb ein festes Kalenderdatum für den Beginn des Haushaltsjahres und Unterscheidung von Winter- und Sommerbilanz (Fixed-Date System). Bei den Gletschern der mittleren Breiten der Nordhalbkugel beginnt das Haushaltsjahr, angelehnt auch an das hydrologische Jahr, üblicherweise am 1. Oktober, die Grenze zwischen Winter- und Sommerbilanz ist der 1. März. Wenn es nicht möglich sein sollte – beispielsweise aufgrund des Wetters – die Messungen tatsächlich zum jeweiligen Termin durchzuführen, wird versucht, die Daten des eigentlichen Termin zu extrapolieren, beispielsweise unter Verwendung der Daten in der Nähe befindlicher Wetterstationen. Wenn zwar ungefähr der Zyklus des Fixed-Date Systems eingehalten wird, aber auf eine solche Extrapolation verzichtet wird und somit ungleich lange Haushaltsjahre in Kauf genommen werden, wird dies als Floating-Date System bezeichnet. Werden mehrere dieser Ansätze kombiniert, um die Daten passend zu mehreren Definitionen zu erhalten, nennt man das Combined System. Über längere Zeiträume gesehen unterscheiden sich die Daten aller Systeme nicht wesentlich.
Zu beachten ist allerdings, dass auf Basis einer zwei Mal im Jahr stattfindenden Messung der Oberflächenänderung, wie sie zur Unterscheidung von Sommer- und Winterbilanz mindestens nötig ist, bei keiner der Definitionen tatsächlich die vollständige Akkumulation und Ablation gemessen werden kann – beispielsweise da auch Schneefall in den Sommermonaten möglich ist. Eine solche Unterscheidung zwischen Sommer- und Winterbilanz bietet aber die einzige praxistaugliche Möglichkeit, den Einfluss der verschiedenen Klimafaktoren abzuschätzen. Es gibt Gletscher, bei denen es keinen derartigen saisonalen Zyklus gibt, und keine solche Unterscheidung zwischen Winter- und Sommerbilanz möglich ist. Beispielsweise gibt es bei den Gletschern in monsunalem Klima eine aktive Phase, während der sowohl der Großteil der Akkumulation als auch der Ablation stattfindet.

### Terminologie
Die spezifische Massenbilanz ist die lokale Massenänderung eines Gletschers bezogen auf eine Fläche und kann in Kilogramm pro Quadratmeter angegeben werden (Symbol {\displaystyle {b}}). 
{\displaystyle b\;{\begin{pmatrix}{\frac {kg}{m^{2}}}\end{pmatrix}}}
Ähnlich Niederschlägen, die als Wassertiefe bezogen auf eine Fläche angegeben werden, erfolgt die Angabe häufig in Form einer Eisdickenänderung. Da die Dichte des Gletschereises nicht einheitlich ist, wird meist stellvertretend die Dichte des Wassers ({\displaystyle \rho _{w}}) verwendet und die spezifische Massenbilanz in Meter Wasseräquivalent ausgedrückt.
{\displaystyle b_{we}={\frac {b}{\rho _{w}}}\;{\begin{pmatrix}m\end{pmatrix}}}
Um den Zeitbezug explizit auszudrücken, werden die Daten auch in Form der spezifischen Massenbilanzrate dargestellt ({\displaystyle {\dot {b}}}). Dabei ergibt sich die spezifische Massenbilanz durch Integration der Massenbilanzrate über die Zeit.
{\displaystyle b=\int _{t}{\dot {b}}\ dt}
Meist beziehen sich die Angaben der Massenbilanzen implizit auf den Zeitraum eines Jahres. 
Insbesondere wenn Winter- ({\displaystyle {b_{w}}}) und Sommerbilanz ({\displaystyle {b_{s}}}) separat ermittelt werden, wird die Jahresbilanz auch als Nettobilanz bezeichnet. 
{\displaystyle b_{n}=b_{w}+b_{s}}
Bei Verwendung der glaziologischen Methode wird an Stellen mit negativer Nettobilanz üblicherweise andersherum gerechnet, also die Nettobilanz als Veränderung zum Vorjahr gemessen und aus der Differenz zur Winterbilanz die Sommerbilanz ermittelt.
Die Gesamtmassenbilanz ({\displaystyle B_{n}}) ergibt sich durch Integration der spezifischen Massenbilanzen über die Fläche des Gletschers ({\displaystyle A}). Indem die Gesamtmassenbilanz durch die Fläche des Gletschers geteilt wird, erhält man die mittlere spezifische Bilanz ({\displaystyle {\bar {b}}_{n}}).
{\displaystyle B_{n}=\int _{A}b_{n}\ dA}
{\displaystyle {\bar {b}}_{n}={\frac {B_{n}}{A}}}

### Höhenabhängigkeit und Gleichgewichtslinie

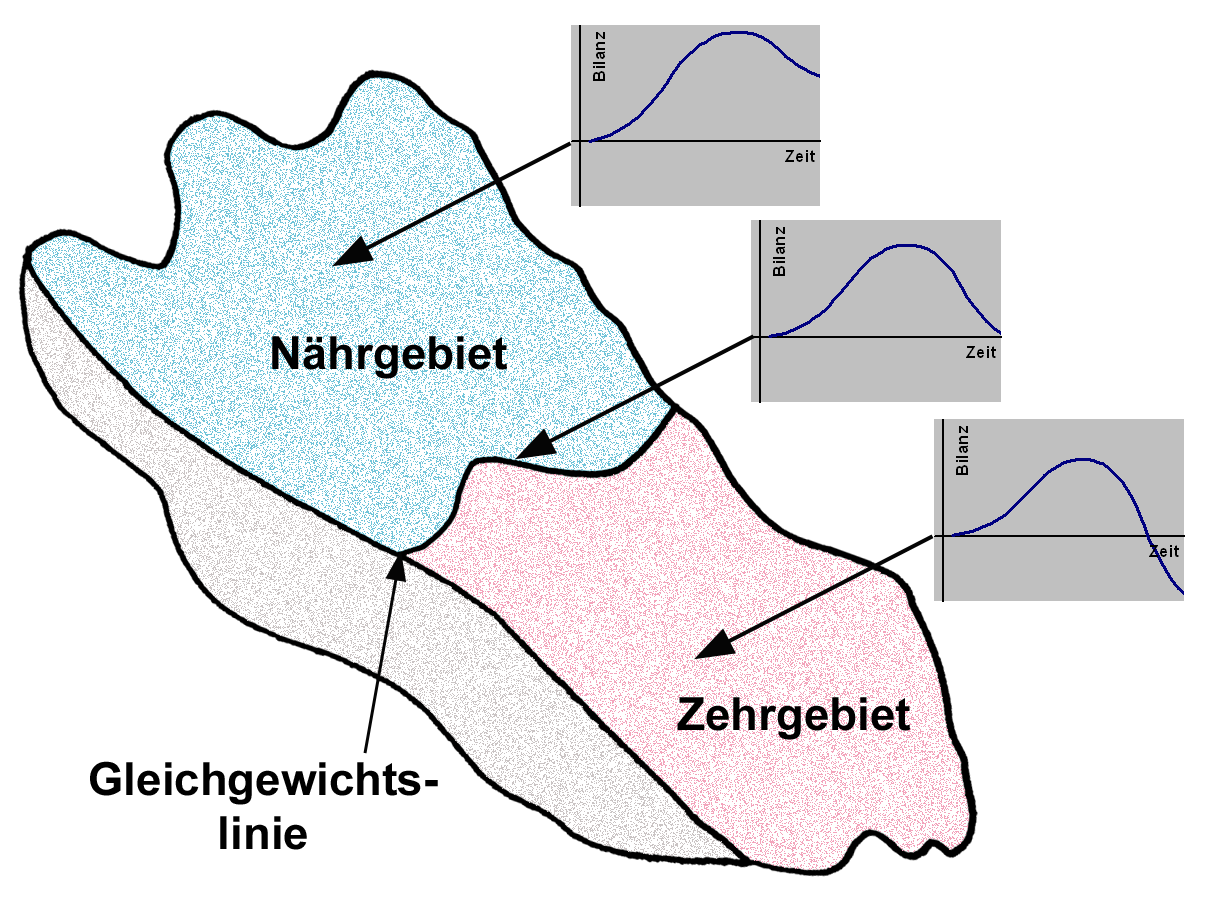
Schematische Darstellung der Höhenabhängigkeit der spezifischen Massenbilanz

Die spezifische Massenbilanz unterscheidet sich deutlich an verschiedenen Stellen des Gletschers. Bei den meisten Gletschern gibt es eine klare Trennung zwischen einem höher gelegenen Nährgebiet, in dem die jährliche spezifische Nettobilanz überall positiv ist, und einem tiefer liegenden Zehrgebiet, in dem sie negativ ist. Die Trennungslinie, an der die Massenbilanz genau ausgeglichen ist (also {\displaystyle b_{n}=0} gilt), wird Gleichgewichtslinie (Equilibrium Line Altitute, ELA) genannt. Bei den meisten Gletschern liegt die Gleichgewichtslinie nahe der Firngrenze am Ende des Sommers. Eine Ausnahme sind polare Gletscher, bei denen im unteren Teil des Nährgebiets Eis durch wieder gefrierendes Schmelzwasser entsteht, sogenanntes Superimposed Ice.
Eine weitere aus der Massenbilanz abgeleitete Kenngröße eines Gletschers ist das Verhältnis zwischen Nährgebiet und Gesamtfläche (Accumulation Area Ratio, AAR). In warmen oder schneearmen Jahren ist dieses Verhältnis klein. Bei Talgletschern unterstellt man, dass diese sich bei einem Verhältnis zwischen 55 % und 65 % im Gleichgewicht mit dem Klima befinden. Bei der Pasterze lag das Verhältnis in vier Haushaltsjahren im Zeitraum von 2005 bis 2010 zwischen 45 % und 49 %, einen Ausreißer gab es 2008 mit nur 16 %.
Der sogenannte Massenbilanzgradient drückt die Änderungsrate der spezifischen Massenbilanz bezogen auf die Höhe aus. Ein hoher Massenbilanzgradient weist auf eine Klimasensibilität des Gletschers hin. Der Massenbilanzgradient im Bereich der Gleichgewichtslinie wird auch als Aktivitätsindex bezeichnet.
Es gibt aber auch Gletscher, bei denen sich Nähr- und Zehrgebiet nicht klar trennen lassen: Bei Gletschern in der Antarktis kann sich das Nährgebiet über den gesamten Gletscher erstrecken, sie verlieren ihre Masse fast ausschließlich durch das Kalben. Auch durch Lawinen, Küstennebel oder Abschattung kann es tiefer gelegene „Inseln“ mit positiver Massenbilanz geben.

## Methoden
Es gibt verschiedene Methoden, die Massenbilanz eines Gletschers zu bestimmen.
Die älteste und auch heute noch grundlegende ist die sogenannte direkte glaziologische Methode, bei der vor Ort die Änderungen an der Gletscheroberfläche gemessen werden. Alle anderen Methoden, werden als „indirekt“ bezeichnet. Betont wird dies meist aber nur dann, wenn auf Basis der direkt bestimmten Vergangenheitsdaten unter Verwendung von einfacher zu erhebenden bzw. weniger Daten in den Folgejahren ebenfalls die Massenbilanz eines Gletschers abgeschätzt wird. Daneben gibt es weitere Verfahren, insbesondere auch die geodätische Methode, bei der der Gletscher zur Messung nicht betreten werden muss. Allerdings ist keine der Methoden für alle Gletscher geeignet und liefert für jeden Gletscher ausreichend genaue Ergebnisse. Um die Genauigkeit des Ergebnisses besser abschätzen zu können, ist es deshalb empfehlenswert, mehrere Methoden zu kombinieren.

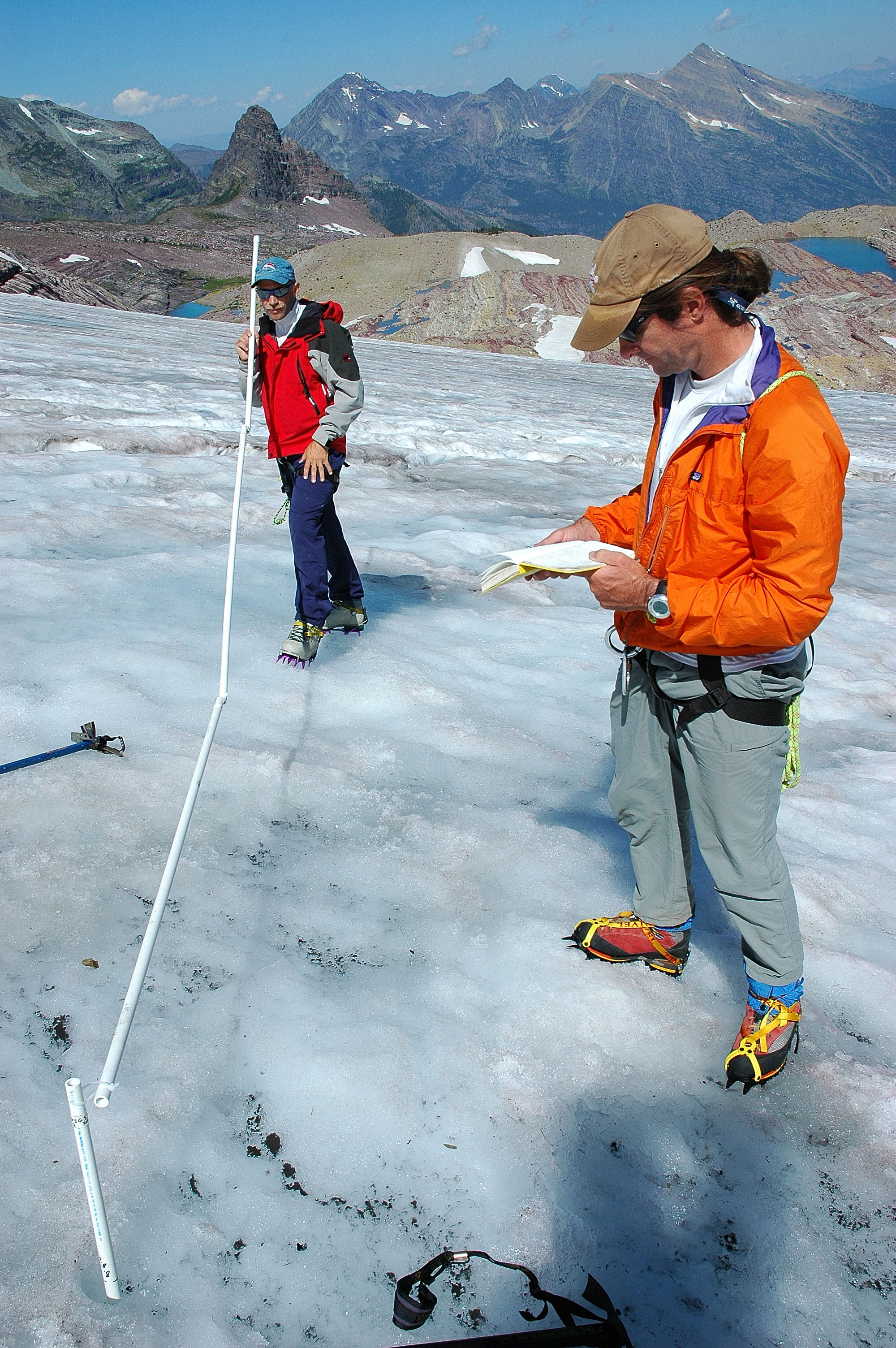
Messung der Ablation am Sperry Glacier im Glacier-Nationalpark

### Direkte glaziologische Methode
Bei der direkten glaziologischen Methode werden die Oberflächenänderungen an möglichst repräsentativen Messpunkten bestimmt und daraus jeweils die spezifische Massenbilanz ermittelt. Auf Basis der durch dieses Messnetz gewonnenen Daten werden durch Interpolation die spezifischen Massenbilanzen für die gesamte Gletscherfläche abgeschätzt und daraus die mittlere spezifische Massenbilanz berechnet. Messpunkte benötigt man dabei sowohl im Nähr- als auch im Zehrgebiet.
Zur Messung der Ablation müssen Stangen, auch Ablationspegel genannt, so tief ins Eis gebohrt werden, dass sie am Ende der Ablationsperiode nicht herausfallen – hierfür kann nahe dem Gletscherende eine Bohrtiefe von zehn Metern zu wenig sein. Beim nächsten Aufsuchen des Gletschers wird die Höhenänderung gemessen. Unter Annahme einer Eisdichte von 900 Kilogramm pro Kubikmeter wird daraus die Massenänderung berechnet. Wenn zu erwarten ist, dass sich die Ablation auch auf das Gebiet oberhalb des Firngrenze erstrecken wird, müssen auch dort Stangen gesetzt werden und zudem das Dichteprofil in Stangennähe sicherheitshalber vorab bestimmt werden.

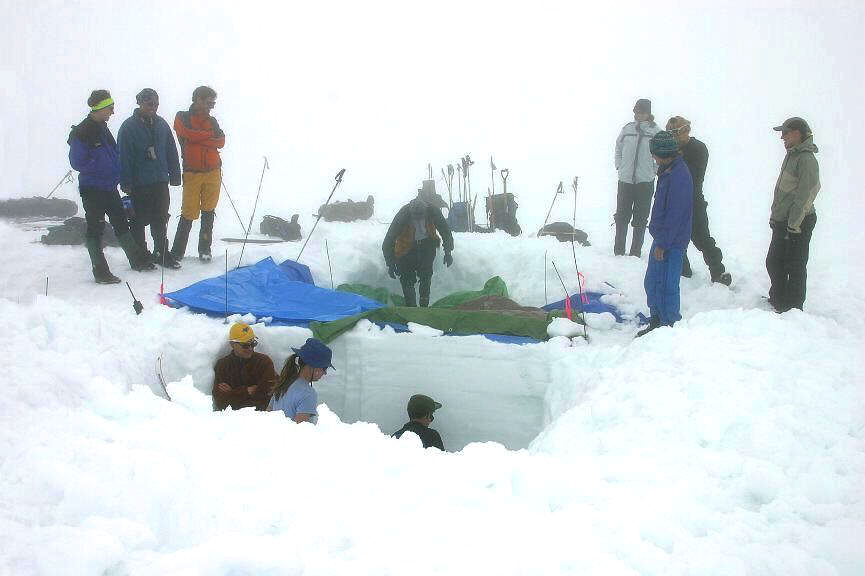
Ausheben eines Schachts zur Messung der Firndichte auf dem Taku-Gletscher

Auch zur Messung der Akkumulation werden Stangen gesetzt. Bei großen Schneemengen kann es unmöglich sein zu verhindern, dass diese im Schnee verschwinden – es gibt verschiedene Strategien, solche Stangen dennoch wieder zu finden, beispielsweise die Befestigung eines Senders oder eines starken Magneten. Am Ende der Akkumulationsperiode muss die Höhe des gefallenen Schnees ermittelt werden. Bei den Gletschern mittlerer Breiten bereitet es meist keine Schwierigkeiten, die Schicht vor Beginn der Akkumulationsperiode zu bestimmen – sie ist aufgrund des während der Ablationsperiode gesammelten Staubs „schmutzig“ und zudem durch gefrorenes Schmelzwasser härter als die umgebenden Schichten. Zudem kann eine Markierung an der Stange hilfreich sein, in sehr schwierigen Fällen können auch dunkel gefärbte Sägespäne in der Umgebung der Stange gestreut werden. Um die Dichte des akkumulierten Schnees zu bestimmen, wird in der Stangennähe meist ein Schacht gegraben und das Schneeprofil an der Wand des Schachtes analysiert. Zur Dichtenbestimmung kann auch ein Bohrkern entnommen werden, hierbei besteht aber die Gefahr, dass der Schnee bei Entnahme verdichtet wird, was zu einer Überschätzung der Dichte führen kann.
Die exakte Position der Stangen wird während der Messung der Oberflächenänderung bestimmt. Dass die Stangen sich mit dem Eis bewegt haben, wird in der Regel nicht berücksichtigt. Die Genauigkeit der auf diese Weise bestimmten Massenbilanz kann schwer einzuschätzen sein, insbesondere bei Gletschern mit ausgedehnten Bereichen, die schwer zugänglich sind, beispielsweise Spaltenzonen. Die glaziologische Methode erfordert einen vergleichsweise hohen zeitlichen und personellen Aufwand.

### Indirekte Methoden auf Basis der glaziologischen Methode

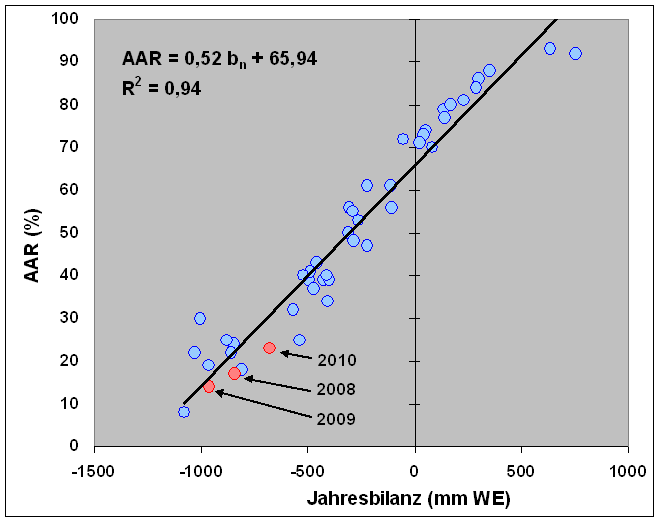
Jahresmassenbilanz und AAR für den Vernagtferner für die Jahre 1965 bis 2010. Die Punkte der letzten drei Jahre sind hervorgehoben. Das Bestimmtheitsmaß (R²) der Regressionsgeraden beträgt in diesem Fall 0,94, was eine gute Approximation darstellt.

Die Messungen der Vergangenheit haben gezeigt, dass das Höhenprofil der spezifischen Massenbilanzen vieler Gletschers über mehrere Jahre hinweg sehr ähnlich ist und sich im Wesentlichen nur abhängig vom Wettergeschehen des jeweiligen Jahres verschiebt. Dies ermöglicht, sich in Folgejahren auf wenige möglichst repräsentative Messpunkte (Index stakes) zu beschränken und dennoch die Massenbilanz des gesamten Gletschers mit ausreichender Genauigkeit abschätzen zu können. Auch besteht bei vielen Gletschern eine Korrelation zwischen der mittleren spezifischen Massenbilanz und der Höhe der Gleichgewichtslinie (ELA) beziehungsweise dem Verhältnis der Fläche des Nährgebiets an der Gesamtfläche (AAR). Somit lässt sich die spezifische Massenbilanz auf Basis einer aus den mittels direkter glaziologischer Methode gewonnenen Vergangenheitsdaten ermittelten Formel aus ELA oder AAR näherungsweise berechnen. Attraktiv daran ist, dass ELA und AAR auf Basis von am Ende der Ablationsperiode aufgenommenen Luftbildern ermittelt werden können und somit keine Messungen vor Ort nötig sind. Das Verfahren funktioniert allerdings nicht, wenn aufgrund wieder gefrierenden Schmelzwassers die Firngrenze nicht identisch mit der Gleichgewichtslinie ist. Auch darf man den letzten möglichen Zeitpunkt für eine brauchbare Aufnahme nicht verpassen, denn frühzeitiger Schneefall kann eine Bestimmung der Gleichgewichtslinie unmöglich machen.

### Geodätische Methode
Bei der geodätischen Methode wird die Volumenänderung bestimmt, indem das Höhenmodell des Gletschers zu zwei bestimmten Zeitpunkten verglichen wird, oft wird dabei ein mehrjähriger Zeitraum untersucht. Aus der Volumenänderung wird unter Annahme der Dichte die Massenänderung berechnet. Dabei ist zu beachten, dass eine Änderung der Eisdicke an einem Punkt sowohl durch einen Massenverlust bzw. -gewinn als auch allein durch das Fließen des Eises hervorgerufen werden kann. Die Volumenänderung einer Eissäule an einem Punkt des Gletschers setzt sich also aus einem der Massenbilanz zuzuordnenden Beitrag und einem weiteren durch die Eisbewegung hervorgerufenen Beitrag zusammen:
{\displaystyle \Delta V=\Delta V_{bil}+\Delta V_{dyn}}
Dabei kann der Beitrag der Gletscherdynamik den der Massenänderung durchaus übersteigen. Das bedeutet, dass beispielsweise an Stellen, an denen eine Volumenzunahme gemessen wird, die Ablation dennoch größer als die Akkumulation sein kann, also eine negative spezifische Massenbilanz vorliegt.
Den wesentlichen Beitrag für diese Vertikalbewegungen an der Gletscheroberfläche leisten Emergenz und Submergenz. Diese sind in der Regel im Nährgebiet abwärts (Submergenz) und im Zehrgebiet aufwärts (Emergenz) gerichtet. Diese Bewegungen sind maßgeblich dafür, dass ein im Gleichgewicht mit dem Klima befindlicher Gletscher seine Gestalt beibehält, indem die durch Akkumulation und Ablation bedingten Volumenzu- und -abnahmen kompensiert werden. Für den Gletscher insgesamt heben sich die Vertikalbewegungen gegenseitig auf, solange sich seine Gesamtdichte nicht ändert.
Solange diese Vertikalbewegungen nicht genau genug bekannt sind, ist mittels der geodätischen Methode keine Ermittlung der Massenbilanz für Teilbereiche des Gletschers möglich, auch kann Akkumulation und Ablation nicht getrennt beziffert werden. Basis zur Bestimmung der Volumenänderung sind genaue topografische Karten und seit den letzten Jahrzehnten zunehmend digitale Höhenmodelle, die durch Luft- oder Satellitenaufnahmen gewonnen werden, auch Laserscanning und Radarinterferometrie werden eingesetzt. Schwierigkeiten bei diesem Verfahren kann der mangelnde Kontrast insbesondere im schneereichen Akkumulationsgebiet bereiten. Die Abschätzung der Dichte des Eises und insbesondere des Schnees kann sehr ungenau sein, zudem kann es erforderlich sein, Korrekturen für sich setzende tiefere Gletscherschichten einzukalkulieren. Die geodätische Methode eignet sich besonders als Ergänzung zur glaziologischen Methode, insbesondere um systematische Fehler aufzudecken.

### Hydrologische Methode
Aus hydrologischer Sicht kann die Gesamtmassenbilanz eines Gletschers ermittelt werden, indem von der Summe der Niederschläge im Einzugsgebiet des Gletschers die Verluste durch Abfluss sowie Evaporation abgezogen werden. Weiterhin spielen aber auch die Veränderungen des nicht in Form von Gletschereis gespeicherten Wassers eine Rolle, sei es Grundwasser oder auch innerhalb des Gletschers befindliches Wasser, dessen Menge insbesondere zu Beginn der Ablationsperiode stark ansteigt. Die eigentlich erforderliche Messdichte für die Niederschlagsmessung in Gebirgsregionen ist in der Praxis kaum erreichbar. Auch eine ausreichend genaue Messung der Wasserabflussmenge ist äußerst aufwändig. Deshalb ist die Massenbilanzermittlung mittels der hydrologischen Methode nicht sonderlich genau – die Fehlerrate liegt oft in der Größenordnung von 100 % – weshalb sie normalerweise nur in Kombination mit anderen Methoden angewandt wird. Im Gegensatz zur glaziologischen Methode werden allerdings Massenänderungen im Inneren und am Grund des Gletschers auch erfasst.

### Modellbasierte Methoden
Bei diesem Ansatz werden ähnlich den Verfahren für die Wettervorhersage numerische Modelle verwendet, die das für die Massenbilanz relevante Verhalten eines Gletschers im Zusammenspiel mit Wetter und Klima simulieren. Die Modellierungsansätze konzentrieren sich dabei primär auf die Ablation. Dabei kommen relativ einfache Grad-Tag-Ansätze zum Einsatz sowie detailliertere Energiebilanzmodelle, die beispielsweise auch Sonneneinstrahlung, Albedo oder Wind berücksichtigen. Die Wahl des Verfahrens ist nicht zuletzt abhängig davon, welche Daten zur Verfügung stehen. Die zeitliche und räumliche Verteilung der Niederschläge kann meist nur grob abgebildet werden. Solche Modelle müssen zunächst mittels Daten in der Nähe liegender Wetterstationen und anderweitig ermittelter Massenbilanzdaten der Vergangenheit kalibriert werden. Nicht mit dem Klima in Beziehung stehende Gletscherbewegungen wie Lawinen oder Surges sind ein Problem.

### Weitere Methoden
Auf verschiedene Weise wird auch das Fließen des Gletschers einbezogen. Dabei wird beispielsweise der Eisfluss durch einen Gletscherquerschnitt bestimmt (Flux gate). Dies kann insbesondere bei kalbenden Gletschern oder bei Auslassgletschern interessant sein. Diese Daten werden häufig auch mit anderweitig gewonnenen Daten kombiniert. Noch weiter geht der Ansatz, die unterschiedlichen Fließgeschwindigkeiten der Gletscheroberfläche mit den mittels der geodätischen Methode gewonnenen Daten zu kombinieren (Flux divergence), um daraus eine räumliche Verteilung der Massenbilanz ableiten zu können, was mit der geodätischen Methode allein nicht möglich ist. Bisher ist die Genauigkeit der Daten noch nicht ausreichend, da die Modelle der Gletscherdynamik vertikale Eisbewegungen derzeit nur unzureichend abbilden können.
Auch gravimetrische Methoden wurden bereits für die Bestimmung der Massenbilanzen großer vergletscherter Bereiche eingesetzt. Brauchbare Daten hierfür kann derzeit nur das Gravity Recovery and Climate Experiment (GRACE) liefern.
Ob dieses Verfahren auch für kleinräumigere Massenbilanzbestimmungen anwendbar ist, ist umstritten.

## Ziele und Ergebnisse
Ziel der Massenbilanzbestimmung von Gletschern war schon immer, das Verhalten der Gletscher besser verstehen und voraussagen zu können, insbesondere im Hinblick auf durch Gletscher verursachte Katastrophen wie Gletscherseeausbrüche.
Weiterhin ist die Entwicklung der Massenbilanz eines Gletschers meist eine Reaktion auf ein verändertes Klima, die praktisch ohne Zeitverzug eintritt. Deshalb besteht eine bedeutende Motivation für die detaillierte Bestimmung von Massenbilanzen darin, die Zusammenhänge zwischen Klima und der daraus resultierenden Veränderung des Gletschers, der Gletscherdynamik, besser zu verstehen. Dies ermöglicht zum einen aus historischen Gletscherverhalten fundierte Rückschlüsse auf das damalige Klima ziehen zu können, zum anderen aber ermöglicht es insbesondere auch eine präzisere Abbildung des Verhaltens der Gletscher in Klimamodellen. Von Bedeutung ist dabei auch der hydrologische Aspekt, zum einen auf regionaler Ebene, was die zukünftige Trinkwasserversorgung anbelangt, zum anderen global bei der Prognose des zu erwartenden Meeresspiegelanstiegs. Ob die Eisschilde Grönlands und der Antarktis oder die sonstigen Gletscher und Eiskappen der Erde den größeren Beitrag zum Meeresspiegelanstieg in der ersten Hälfte des 21. Jahrhunderts leisten werden, ist umstritten.

### Gletscher und Eiskappen

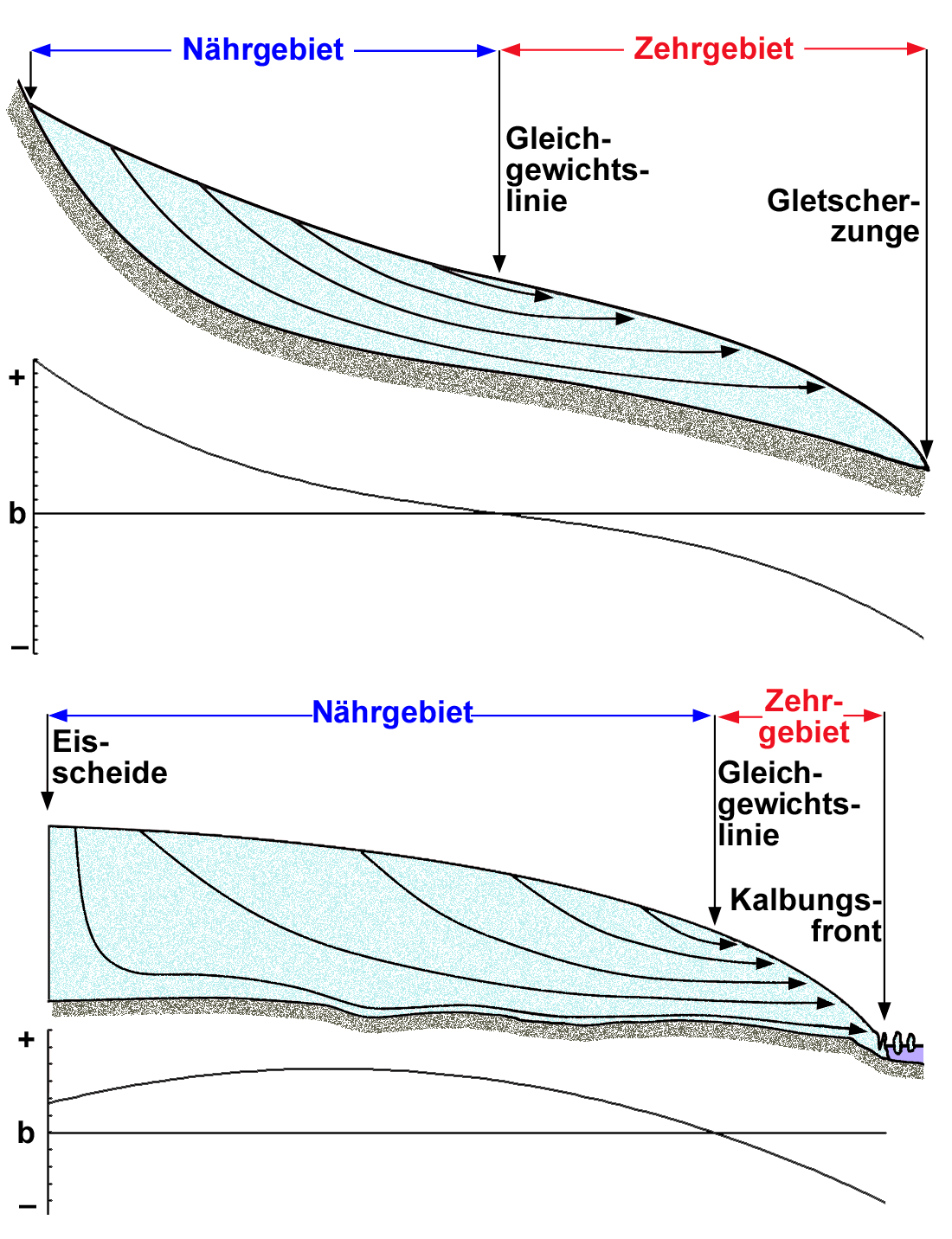
Schematischer Querschnitt und spezifische Massenbilanz eines typischen Talgletschers (oben) und eines Eisschilds

Direkte Messungen der Massenbilanz wurden bisher bei ungefähr 300 Gletschern weltweit durchgeführt und decken grob den Zeitraum seit der zweiten Hälfte des 20. Jahrhunderts ab. Davon wurden die Daten von ungefähr 250 Gletschern durch den World Glacier Monitoring Service (WGMS) als Beitrag für das Global Terrestrial Network for Glaciers (GTN-G) gesammelt und standardisiert aufbereitet zur Verfügung gestellt. Für den Zeitraum zwischen 1980 und 2010 wurden allerdings nur für 37 Gletscher die Daten lückenlos erhoben. Diese als „Referenzgletscher“ bezeichneten Gletscher stellen keine repräsentative Auswahl der Gletscher weltweit dar. Auch die Gesamtmenge aller Gletscher mit Massenbilanzdaten liefert sicherlich ein deutlich verzerrtes Bild. Die meisten liegen dabei in den Alpen oder in Skandinavien, einige gibt es in Nordamerika und den Hochgebirgen Zentralasiens. Völlig unterrepräsentiert sind dagegen die Gletscher im nördlichen Asien und in Südamerika; die Eisschilde Grönlands und der Antarktis müssen ohnehin separat betrachtet werden. Auch unter anderen Blickwinkeln ist diese Gletscherauswahl unausgewogen: zum einen sind kleine Gletscher überrepräsentiert, auch spielt die Zugänglichkeit der Gletscher logischerweise eine Rolle, zudem ob das Wettergeschehen überhaupt Messungen vor Ort häufig genug möglich macht. Inwieweit auf Basis dieser Daten Rückschlüsse auf die Gletscher weltweit dennoch möglich sind, ist umstritten. Einigkeit besteht, dass in bislang unterrepräsentierten Regionen Messreihen begonnen werden sollten. Eine weitere Strategie ist der Versuch, aus kumulierten Längenänderungen der Gletscher Massenbilanzen abzuleiten. Dies ist attraktiv, da Längenänderungen viel einfacher zu ermitteln sind und es weit mehr Vergangenheitsdaten gibt. Zumindest die Größenordnung der Massenbilanz lässt sich auf diese Weise abschätzen.
Für die 37 Gletscher mit lückenlosen direkt ermittelten Massenbilanzdaten zwischen 1980 und 2010 betrug der Durchschnitt der jährlichen mittleren spezifischen Massenbilanz im ersten Jahrzehnt des 21. Jahrhunderts −0,75 Meter Wasseräquivalent. Damit hat sich der Massenverlust seit den 1970er-Jahren verdoppelt. In den 1980er-Jahren wiesen noch ein Drittel dieser Gletscher eine positive Massenbilanz auf, im ersten Jahrzehnt des 21. Jahrhunderts war es nur noch ein Fünftel, was darauf hindeutet, dass der Gletscherrückgang immer mehr Gebiete vollständig erfasst. Bei einigen Gletschern wurde beobachtet, dass es zu einer Erhöhung des Massenbilanzgradienten kommt. Verursacht wird dies durch eine verstärkte Ablation im Zehrgebiet und eine gegenläufige, etwas geringere Steigerung der Akkumulation im Nährgebiet – durch die etwas höheren Temperaturen kommt es in größeren Höhen offensichtlich zu mehr Niederschlägen. Dies macht die Gletscher sensibler für weitere Temperaturänderungen.

### Grönländischer und Antarktischer Eisschild
Die Massenbilanzen der beiden Eisschilde sind von großem Interesse, da deren Verhalten entscheidend für den Meeresspiegelanstieg ist. Würden sie komplett abschmelzen, bedeutete dies einen Anstieg um etwa 65 bis 70 Meter.
Mit Ausnahme der tiefer liegenden, küstennahen Bereiche des Grönländischen Eisschilds gibt es bei den polaren Eisschilden keine nennenswerten Massenverluste durch Schmelzen. Die spezifische Massenbilanz wird deshalb durch die Kontinentalität geprägt, da die Niederschläge sich vorwiegend auf die Bereiche konzentrieren, die wenige Hundert Kilometer vom Meer entfernt sind. Dies bedeutet, dass die spezifische Massenbilanz mit der Entfernung von der Küste abnimmt. In der Antarktis liegt die Jahresbilanz an der Küste typischerweise zwischen 300 und 600 Millimeter Wasseräquivalent, am Südpol sind es weniger als 100 Millimeter. Die Eisschilde verlieren ihre Masse vorwiegend durch Kalben, in der Antarktis macht dies 90 % und in Grönland 50 % des Massenverlust aus. In der Antarktis ist subglaziales Schmelzen am Grund der Eisschelfe ein weiterer Faktor.
Ende der 1990er-Jahre war die Massenbilanz der Eisschilde nahezu unbekannt. Auch zu Beginn des 21. Jahrhunderts ließen die Messunsicherheiten noch keine Aussage zu, ob die Eismassen Grönlands und der Antarktis zu- oder abnehmen. Derzeit werden drei verschiedene, weitgehend unabhängige Verfahren eingesetzt:
- Massenhaushalt-Methode (Mass Budget Method): Hierbei wird die Akkumulation und Ablation an der Oberfläche ermittelt, zudem wird der Eisabfluss an den Rändern des Eisschilds bestimmt. Die Ermittlung der Oberflächenbilanz erfolgt durch Simulationsmodelle, die anhand von direkt gewonnenen Messdaten kalibriert oder verifiziert werden. Um den Abfluss an den Rändern zu ermitteln, werden Fließgeschwindigkeit und Eisdicke der Eisströme und Auslassgletscher mit Hilfe von Satelliten gemessen.
- Geodätische Methode (Altimetry Method): Die Änderungen der Höhe der Oberfläche werden mittels Laserscanning und Radarinterferometrie durch Satelliten wie ERS I/II, Geosat oder ICESat ermittelt, daraus wird die Volumen- und Massenänderung abgeleitet.
- Gravimetrische Methode (Gravity Method): Seit April 2002 wird von den beiden Satelliten des GRACE-Projekts das Gravitationsfeld der Erde und dessen zeitliche Änderungen gemessen. Um Rückschlüsse auf die Massenänderungen zu ziehen, müssen noch diverse andere Effekte wie Gezeiten herausgerechnet werden.

Korrekturen aufgrund der postglazialen Landhebung müssen bei der gravimetrischen Methode berücksichtigt werden, in geringerem Maße auch bei der geodätischen Methode.
Zu beachten ist weiterhin, dass das Eis für den Meeresspiegelanstieg wirksam wird, sobald es schwimmt. Hierzu muss die Linie bestimmt werden, ab der das Eis des Eisschelfs oder der Gletscherzunge beginnt, auf dem Meer zu schwimmen, die sogenannte Grounding Line. Bei der gravimetrischen Methode zählt das schwimmende Eis ohnehin nicht zur aktuellen Eismasse. Bei den anderen Verfahren muss man den Verlauf der Grounding Line abschätzen und auch berücksichtigen, falls sich diese aufgrund des dünner werdenden Eises in Richtung der Küstenlinie verschiebt.
| Region                         | Bilanz (Gt / Jahr) |
| ------------------------------ | ------------------ |
| Grönländischer Eisschild       | −142 ± 49          |
| Antarktische Halbinsel         | 0−20 ± 14          |
| Ostantarktischer Eisschild     | 0−14 ± 43          |
| Westantarktischer Eisschild    | 0−65 ± 26          |
| Antarktischer Eisschild gesamt | 0−71 ± 53          |
| Eisschilde gesamt              | −213 ± 72          |

Alle Verfahren haben ihre Schwächen. Durch die Kombination der Verfahren wird versucht, ein genaueres Ergebnis zu erhalten. Eine Studie aus dem Jahr 2012 versuchte die Daten voriger Messungen zusammenzufassen und nach neuesten Erkenntnissen zu bewerten. Betont wird hierbei, dass lange Messreihen wichtig sind, damit temporäre Schwankungen die Aussagekraft der Ergebnisse nicht beeinträchtigen. Für den Zeitraum zwischen 1992 und 2011 wurde hierbei eine mittlere Massenbilanz von ungefähr −213 Gigatonnen pro Jahr ermittelt. Dabei entfiel der weitaus größte Teil auf den Grönländischen Eisschild mit rund −142 Gigatonnen pro Jahr, die Antarktische Halbinsel und die Westantarktis wiesen ebenfalls eine negative Massenbilanz auf, während die der Ostantarktis eine positive Tendenz zeigte. 360 Gigatonnen entsprechen dabei etwa einem Meeresspiegelanstieg von einem Millimeter, somit haben die Eisschilde gemäß dieser Studie seit 1992 in Summe etwa einen Meeresspiegelanstieg von 11,2 Millimetern verursacht. Der Grönländische Eisschild wird dabei vorwiegend an seinen Rändern dünner, was auch auf erhöhte Schmelzvorgänge an der Oberfläche zurückzuführen ist. Die positive Massenbilanz in der Ostantarktis könnte durch die erhöhten Niederschläge aufgrund des Temperaturanstiegs bedingt sein, es könnte sich aber auch um eine natürliche Schwankung handeln. Grundsätzlich ist bei den beiden Eisschilden eine veränderte Gletscherdynamik zu beobachten, die Fließgeschwindigkeiten in den Randbereichen und Auslassgletschern haben sich erhöht, wodurch mehr Eis an die Ozeane abgegeben wird.